# Chrysso questona
Chrysso questona är en spindelart som beskrevs av Levi 1962. Chrysso questona ingår i släktet Chrysso och familjen klotspindlar. Inga underarter finns listade i Catalogue of Life.